# Framinghamia helvalis
Framinghamia là một chi bướm đêm thuộc họ Crambidae.